# Ben Hecht
Ben Hecht ([ˈhɛkt]), född 28 februari 1894 i New York i New York, död 18 april 1964 i New York i New York, var en amerikansk manusförfattare, regissör, filmproducent, dramatiker, journalist och författare. Han har kallats "Shakespeare of Hollywood" ("Hollywoods Shakespeare").

## Biografi
Ben Hecht var son till rysk-judiska invandrare med jiddisch som språk. Familjen flyttade till Racine i Wisconsin när Ben gick i högstadiet. Efter examen flyttade han till Chicago för att bo hos släktingar och började där en karriär inom journalistiken. Han arbetade som reporter först för Chicago Journal och senare för Chicago Daily News.
Efter första världskriget blev han utsänd till Berlin som tidningens korrespondent och där skrev han sin första och mest framgångsrika roman, Erik Dorn (1921). Han blev förutom krigsreporter också känd som en tuff kriminalreporter och samtidigt känd i litterära kretsar i Chicago.
År 1921 startade Hecht en krönika i Daily News kallad Tusen och en eftermiddag i Chicago, som under den tid den fanns blev mycket inflytelserik och representerade ett nytt koncept i journalistiken.
Efter att ha slutat som krönikör började Hecht skriva romaner, pjäser, filmmanus och memoarer, men inget av detta förmörkade hans tidigare framgångar med att hitta litterär inspiration i stadslivet.
Hans första fullstora pjäs var Egoisten, som blev upp satt i New York 1922. Tillsammans med en reporterkollega, Charles MacArthur, flyttade han till New York där de samarbetade om ett manus till skådespelet The Front Page. Det fick stor framgång och gavs i 281 föreställningar på Broadway med början i augusti 1928. År 1931 producerades den som film och blev nominerad till tre Oscars.
Som författare av filmmanus började Hecht sin karriär i Hollywood 1927 samtidigt med ljudfilmens inträde genom att skriva berättelsen för Josef von Sternbergs gangsterfilm Underworld. För detta vann han en Oscar för bästa manus vid Hollywoods första Oscarsceremoni och blev snart den högst betalda manusförfattaren i Hollywood. Han blev också en av de mest produktiva författarna och kunde skriva ett helt manus på 2 – 8 veckor.
Hecht engagerade sig också aktivt för att främja medborgerliga rättigheter och organiserade i början 1920-talet kampanjer mot Ku Klux Klan. Konstnärer och författare förenade sig för driva denna kamp inom konsten och litteraturen.

## Oscarsnomineringar
- 1929, vann med Underworld
- 1935, nominerad med Viva Villa!
- 1936, vann med The Scoundrel
- 1940, nominerad med Svindlande höjder
- 1941, nominerad med Änglar över Broadway
- 1947, nominerad med Notorious!

## Verk (urval)

### Filmmanus
- 1930 – Brottets gata (ej krediterad)
- 1932 – Scarface – Chicagos siste gangster
- 1933 – Oss gentlemän emellan
- 1939 – Gunga Din - lansiärernas hjälte
- 1940 – Änglar över Broadway
- 1945 – Trollbunden
- 1945 – Det enda vittnet
- 1946 – Sista dansen
- 1946 – Notorious!
- 1947 – Angivaren
- 1962 – Myteriet på Bounty (ej krediterad)
- 1963 – Cleopatra
- 1951 – Främlingar på tåg (ej krediterad)
- 1995 – Dödskyssen (manus från 1947)

### Teatermanus
- A flag is born

### Filmregi
- 1934 – Mannen utan samvete
- 1935 – The Scoundrel
- 1935 – Once in a Blue Moon
- 1936 – Soak the Rich
- 1940 – Änglar över Broadway
- 1946 – Sista dansen
- 1952 – Actor's and Sin